# 후지테크

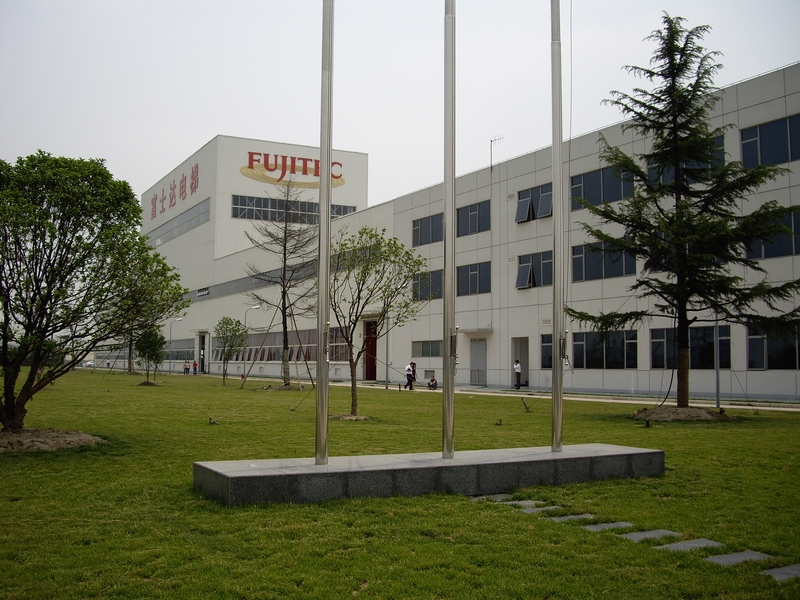

후지테크 주식회사(일본어: フジテック株式会社, Fujitec Co., Ltd.)는 일본 굴지의 승강기(엘리베이터 및 에스컬레이터) 제조 업체이다. 1948년에 우치야마 쇼타로에 의해 설립되었다. 본사는 시가현 히코네시에 위치하고 있다. 대한민국에 진출한 자회사인 후지테크코리아(영어: Fujitec Korea)는 1968년 9월 13일에 설립되었으며, 한국 지사와 공장은 인천광역시 남동구 고잔동에 위치하고 있다.